# Partícula Oh-My-God

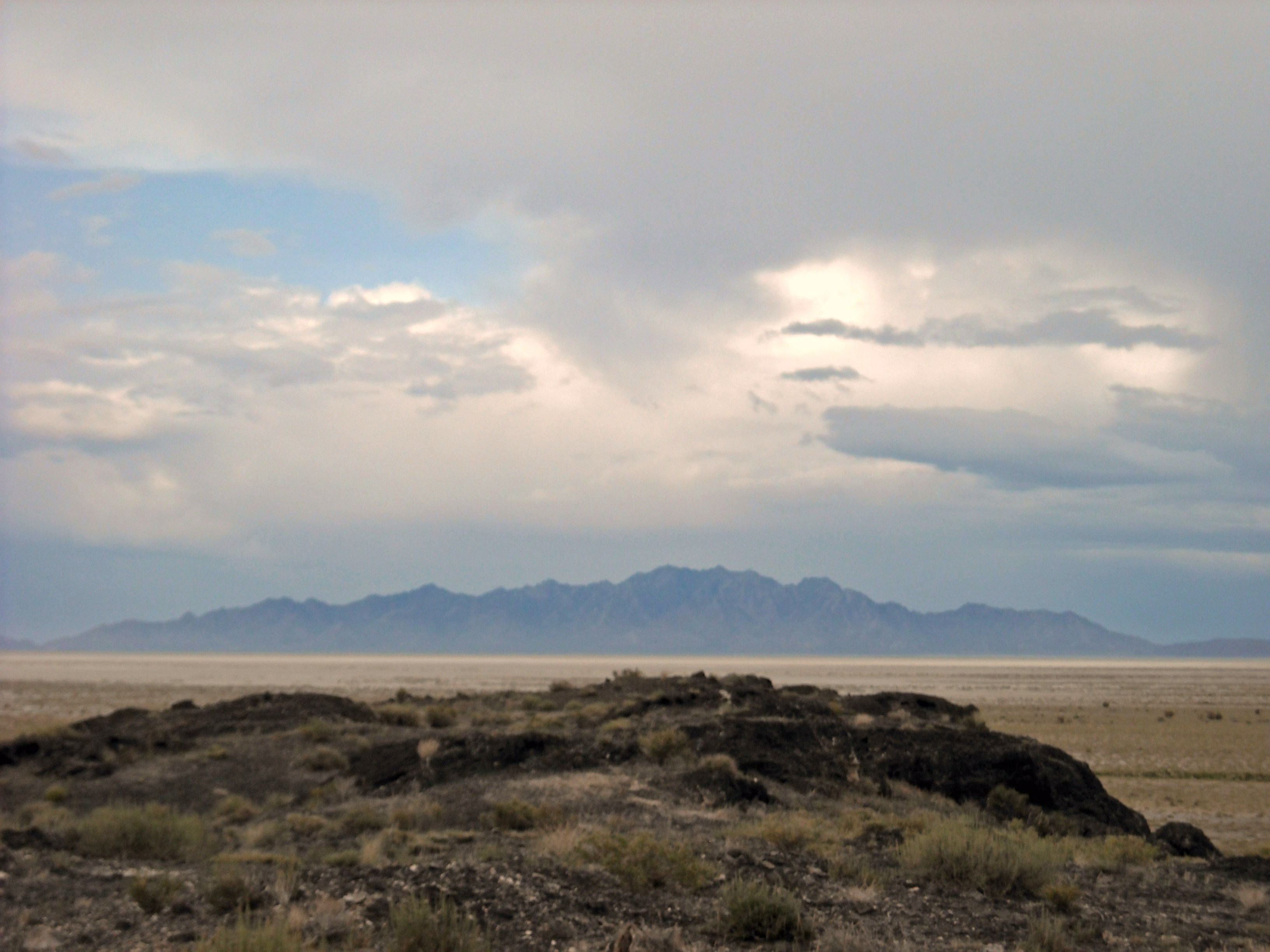
Llanura en Utah donde se encuentra el detector Fly Eye's (Ojo de Mosca) que registró el evento

La partícula Oh-My-God (del inglés ¡Oh Dios mío!) fue un rayo cósmico de energía ultra-alta detectado el 15 de octubre de 1991 sobre las instalaciones del Dugway Proving Ground en Utah, Estados Unidos, por el detector de rayos cósmicos Fly's Eye de la Universidad de Utah. La observación provocó un gran impacto en la astrofísica, que estimó su energía entre los {\displaystyle 3\times 10^{20}}eV o {\displaystyle 3\times 10^{8}} TeV. Esto significaría que el fenómeno fue 20 millones de veces más potente que la radiación electromagnética más potente jamás emitida por un objeto extragaláctico y {\displaystyle 10^{20}} veces la energía del fotón de la luz visible. La partícula tenía una energía cinética de 48 julios, equivalente a 142 g (una bola de béisbol) disparada a 94 km/h.

## Características
La partícula tenía tanta energía cinética con respecto a su tamaño debido a que estaba viajando a ~ 99.99999999999999999999951% la velocidad de la luz. Como resultado, su factor de Lorentz era de {\displaystyle 3,2\times 10^{11}}. Estaba tan cerca de la velocidad de la luz que si un fotón iniciara una carrera con la partícula, serían necesarios 215.000 años para que el fotón aventajara a la partícula en 1 cm.
La energía de esta partícula era 40 millones de veces mayor que la de cualquier partícula impulsada en un acelerador de partículas terrestre. Aun así, solo una pequeña fracción de esta energía podría utilizarse para una interacción con un protón o neutrón en la Tierra, puesto que la mayor parte de la energía se desprendería en forma cinética una vez disipada tras la colisión. La energía efectiva de dicha colisión de la energía cinética queda en forma de energía cinética de los productos de la interacción. La energía efectiva sería {\displaystyle {\sqrt {2Emc^{2}}}} donde E es la energía de la partícula, y m es la masa energética del protón. Para la partícula Oh-My-God, esto daría {\displaystyle 3,2\times 10^{11}} eV, casi 60 veces la energía de colisión del Gran Colisionador de Hadrones.[cita requerida]
Aunque la energía de la partícula era más alta que la de cualquier cosa jamás obtenida en aceleradores terrestres, era todavía 40 millones de veces más baja que la energía de Planck. Partículas con tal energía serían necesarias para explorar la longitud de Planck. Un protón con la misma energía viajaría a 0.00000000000000000000049% de c más rápido que la partícula Oh-My-God. Visto desde la Tierra, un fotón tardaría 3.579 x 1020 años, o 2,59 x 1010 veces la actual edad del universo para adelantar en 1 centímetro a un protón con la energía de Planck.
Desde la primera observación, al menos quince eventos similares han sido registrados, confirmando el fenómeno. Estos rayos cósmicos de energía ultra-alta son eventos extremadamente raros. La energía de los rayos cósmicos habituales oscila entre los 10 MeV y los 10 GeV. Los estudios más recientes que utilizan interferómetros astrónomicos han sugerido una fuente para las partículas dentro de un radio de 20 grados de un punto caliente en la dirección de la constelación de la Osa Mayor.